# King of Mask Singer
King of Mask Singer er et sydkoreansk musik-tv-program udsendt af MBC, som havde premiere den 5. april 2015. Det præsenteres af Kim Sung-joo.